# Ernst Becker
Ernst Emil Hugo Becker (Emmerich am Rhein, 11 agosto 1843 – Friburgo in Brisgovia, 6 agosto 1912) è stato un astronomo tedesco.

## Biografia
Becker ha lavorato come osservatore presso l'osservatorio di Berlino. Nel 1883 fu anche eletto membro dell'Accademia Cesarea Leopoldina; il 16 maggio dello stesso anno fu chiamato alla direzione dell'osservatorio di Gotha (presso Gotha, in Turingia), dove si spese per l'ammodernamento degli strumenti dell'istituto, continuando le osservazioni iniziate da Adalbert Krüger. 
Nel 1887 si trasferì a Strasburgo, dove insegnò presso l'università cittadina e diresse l'osservatorio omonimo per 22 anni. Tra i suoi alunni ci fu Karl Schwarzschild. Si dimise dai suoi incarichi il 1º aprile 1909, sostituito da Julius Bauschinger.